# Tromsø arktisk-alpine botaniske have
Tromsø arktisk-alpine botaniske have (norsk: Tromsø arktisk-alpine botaniske hage) er verdens nordligst beliggende botaniske have.
Den 1,8 hektar store have, som blev etableret i juli 1994, ligger sydøst for universitetsområdet, med udsyn til fjeldene i øst og syd. Beliggenheden, der svarer til Alaskas nordkyst, bringer tankerne hen på et ekstremt arktisk klima. En gren af Golfstrømmen går imidlertid op langs kysten af Nord-Norge og har en modererende indflydelse. Tromsø har derfor en relativt mild vinter (døgnnormal i januar på −3,8 °C) og relativt kølig sommer (døgnnormal i juli på 11,8 °C).
Fra den 15. maj til den 27. juli er solen over horisonten hele tiden. Disse to måneder med midnatssol kompenserer noget for den korte vækstsæson og de lave temperaturer. Det teoretiske antal soltimer er på omkring 600 i maj, juni og juli, mens det faktisk antal soltimer i gennemsnit for hver af disse tre måneder er omkring 200. Fra den 21. november til den 17. januar kommer solen ikke over horisonten (mørketid). Sne dækker sædvanligvis bakken fra oktober-november og akkumulerer til begyndelsen af april. Derefter aftager snedybden gradvis og bakken er som regel bar i midten af maj i nærheden af vandet, mens den kan ligge til langt ut på sommeren i større højder. Sæsonen i den botaniske have er sædvanligvis fra slutningen af maj til midten af oktober.
Den arktisk-alpine botaniske have i Tromsø er en del af Tromsø Museum ved Universitetet i Tromsø.